# Mariasilvia Santilli
Mariasilvia Santilli (Pescara, 15 giugno 1978) è una giornalista e conduttrice televisiva italiana, dal 2010 conduce il TG1.

## Biografia
Si è laureata in scienze della comunicazione alla LUMSA di Roma. Dal 2003 è iscritta all'albo dei giornalisti professionisti e, subito dopo, ha iniziato a lavorare per la Rai nella redazione economica del Tg1. Nel 2010 è diventata conduttrice del Tg1 notte. Inoltre è redattrice dei programmi di approfondimento settimanali TV7 e Speciale TG1.
Dal 2011 conduce anche le edizioni delle 13:30, delle 17 e delle 20 in sostituzione dei colleghi. Il 16 giugno 2010 è stata ospite nel programma Sottovoce di Gigi Marzullo.
Torna a condurre il Tg1 nel'estate 2023 dapprima nella rassegna stampa e dal settembre successivo nell'edizione del mattino.

## Candidature
Il Club Inner Wheel di Pescara le ha conferito il "Premio eccellenza" per essere tra gli abruzzesi che si sono distinti nel 2010 per meriti professionali.